# ヘスス・R・サブラン
ヘスス・ロサリオ・サブラン（英語: Jesus Rosario Sablan; 1952年4月16日 - ）は、アメリカ合衆国・北マリアナ諸島の政治家。1998年1月12日から2002年1月14日まで、ペドロ・テノリオ知事の下で第5代副知事を務めた。

## 経歴・人物
2001年の知事選挙には共和党からの出馬を表明、予備選挙でフアン・ババウタに敗れ、選挙から撤退した。